# ويليام ماسون (مخترع)
ويليام ماسون (بالإنجليزية: William Mason)‏ هو مهندس ومخترِع أمريكي، ولد في 30 يناير 1837 في أوسويغو في الولايات المتحدة، وتوفي في 17 يوليو 1913 في ورسستر في الولايات المتحدة.